# Susannah Cheetham
Susannah (Susie) Cheetham, née Susannah Hignett le 26 février 1986 dans le comté de Dorset est une triathlète britannique, vainqueur sur triathlon Ironman et Ironman 70.3.

## Biographie
Après plusieurs résultats dans des compétitions junior d'athlétisme, Susie Hignett devient triathlète professionnelle en 2011, et participe à des Ironman 70.3. Elle remporte notamment l'Ironman 70.3 Pays d'Aix en 2013,.

## Palmarès
Le tableau présente les résultats les plus significatifs (podium) obtenus sur le circuit international de triathlon depuis 2011.
| Année | Compétition                 | Pays           | Position           | Temps           |
| ----- | --------------------------- | -------------- | ------------------ | --------------- |
| 2019  | Ironman Hamburg             | Allemagne      | Médaille d'or      | 8 h 58 min 2 s  |
| 2019  | Ironman 70.3 Astana         | Kazakhstan     | Médaille d'argent  | 4 h 9 min 7 s   |
| 2018  | Ironman Mar del Plata       | Argentine      | Médaille d'argent  | 8 h 23 min 40 s |
| 2018  | Ironman 70.3 Luxembourg     | Luxembourg     | Médaille d'argent  | 4 h 15 min 59 s |
| 2018  | Ironman Afrique du Sud      | Afrique du Sud | Médaille d'argent  | 9 h 2 min 58 s  |
| 2017  | Ironman Brésil              | Brésil         | Médaille d'or      | 8 h 52 min 0 s  |
| 2017  | Ironman Afrique du Sud      | Afrique du Sud | Médaille de bronze | 9 h 4 min 49 s  |
| 2017  | Ironman 70.3 Dublin         | Irlande        | Médaille d'argent  | 4 h 26 min 26 s |
| 2017  | Ironman 70.3 Luxembourg     | Luxembourg     | Médaille d'argent  | 4 h 24 min 22 s |
| 2017  | Ironman Afrique du Sud      | Afrique du Sud | Médaille de bronze | 9 h 4 min 49 s  |
| 2016  | Challenge Salou             | Espagne        | Médaille d'or      | 4 h 16 min 55 s |
| 2016  | Ironman 70.3 Dublin         | Irlande        | Médaille d'or      | 4 h 41 min 28 s |
| 2016  | Ironman Afrique du Sud      | Afrique du Sud | Médaille d'argent  | 9 h 9 min 49 s  |
| 2015  | Ironman 70.3 Staffordshire  | Royaume-Uni    | Médaille d'argent  | 4 h 41 min 28 s |
| 2015  | Ironman 70.3 Afrique du Sud | Afrique du Sud | Médaille d'argent  | 4 h 41 min 49 s |
| 2015  | Ironman 70.3 Norvège        | Norvège        | Médaille d'argent  | 4 h 18 min 53 s |
| 2015  | Ironman Afrique du Sud      | Afrique du Sud | Médaille de bronze | 9 h 33 min 2 s  |
| 2014  | Ironman Barcelone           | Espagne        | Médaille de bronze | 9 h 3 min 32 s  |
| 2014  | Ironman 70.3 Norvège        | Norvège        | Médaille d'or      | 4 h 22 min 31 s |
| 2014  | Ironman 70.3 Luxembourg     | Luxembourg     | Médaille d'argent  | 4 h 18 min 40 s |
| 2013  | Ironman 70.3 Pays d'Aix     | France         | Médaille d'or      | 4 h 28 min 21 s |
| 2013  | Ironman 70.3 Luxembourg     | Luxembourg     | Médaille d'argent  | 4 h 21 min 32 s |
| 2013  | Ironman 70.3 Afrique du Sud | Afrique du Sud | Médaille d'argent  | 4 h 41 min 49 s |
| 2012  | Ironman 70.3 Anvers         | Pays-Bas       | Médaille d'argent  | 4 h 23 min 36 s |
| 2011  | Ironman 70.3 Anvers         | Pays-Bas       | Médaille d'argent  | 4 h 31 min 50 s |